# Станиславівські Вісті
«Станиславівські Вісті» — політичний, просвітній і економічний тижневик, виходив у Станиславові з 1912 до половини травня 1913 (69 чч.); видавець В. Іваницький, гол. ред. І. Ставничий (1909, 1912-13, 1937 рр.) і Л. Рудий (1913).